# Euphorbia petiolaris
Euphorbia petiolaris là một loài thực vật có hoa trong họ Đại kích. Loài này được Sims mô tả khoa học đầu tiên năm 1805.

## Hình ảnh

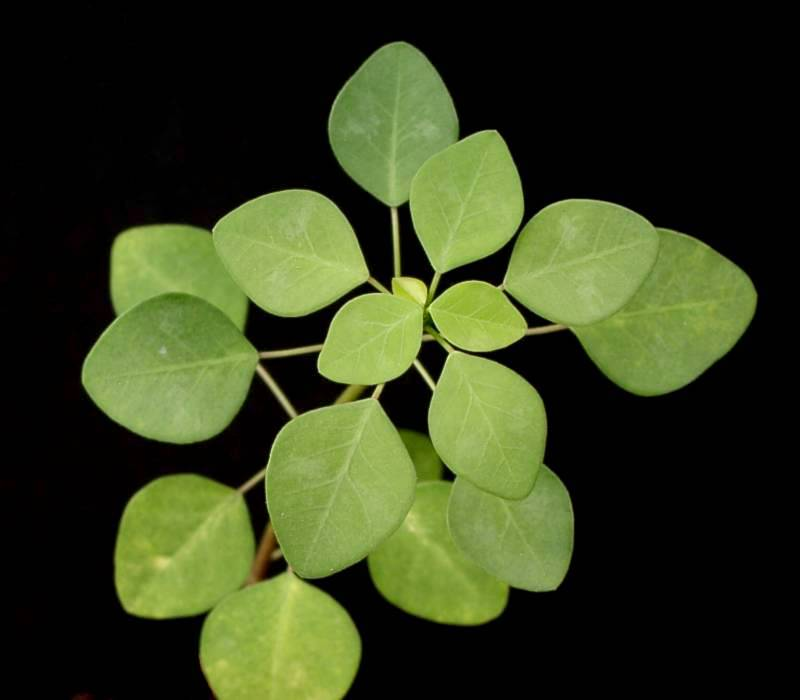
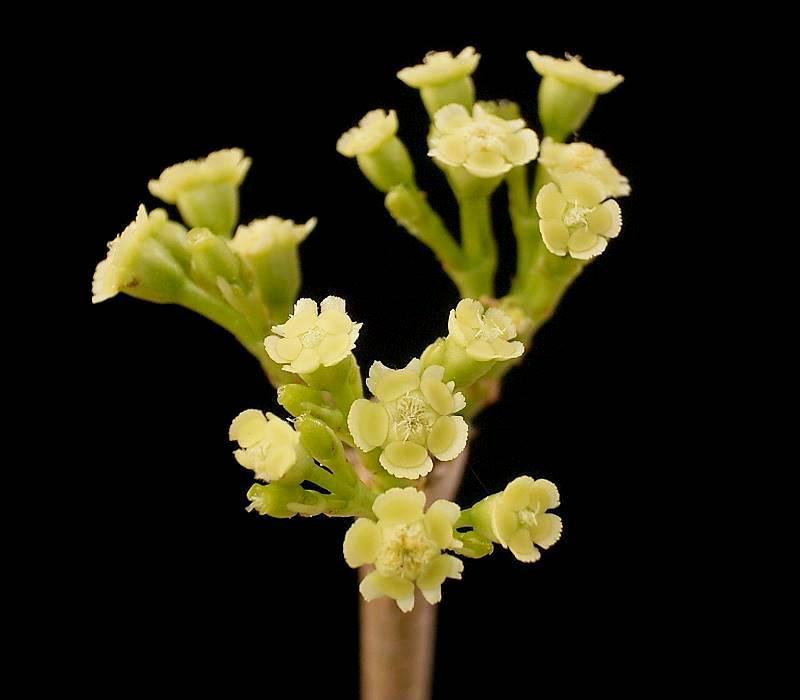